# Chase Field
Chase Field is het honkbalstadion van de Arizona Diamondbacks.
Het stadion opende zijn deuren op 31 maart 1998 en staat in de stad Phoenix in de staat Arizona. Het stadion heeft de bijnaam The BOB (genoemd naar de oude naam: Bank One Ballpark). Het dak kan worden dichtgeschoven. De capaciteit van het stadion is 48.519 (2016).